# Csáky Károly (püspök)
Körösszegi és adorjáni gróf Csáky Károly Emmánuel (Sopron, 1852. július 24. – Vác, 1919. február 17.) pozsonyi kanonok, pápai kamarás, váci megyéspüspök 1900-tól haláláig.

## Pályafutása
Csáky Emmánuel (Manó) gróf és Buddens (Buddeus) Karolina fia. Családjában több püspök és egy bíboros is megtalálható volt.
Elemi iskoláit Sopronban, a középiskolát a jezsuiták kalksbergi gimnáziumában folytatta. Gimnáziumi tanulmányainak végeztével, 1870-től az esztergomi papnevelő intézetben hallgatta a hittudományokat. 1875. július 25-én szentelte pappá Simor János érsek. Egy évig segédlelkész volt Tardoskedden, majd érseki udvari káplán; 1880. április 27-től esztergomi kanonok, 1881-től esztergom-királyvárosi plébános volt. Később a pápa tiszteletbeli kamarása címét nyerte, 1885-ben pedig a pozsonyi káptalan tagjai közé vétetett föl. 1889. december 20-án csolti címzetes apát, 1895. július 31-én kurzolai címzetes püspök, 1896. február 4-től nyitrai főesperes.

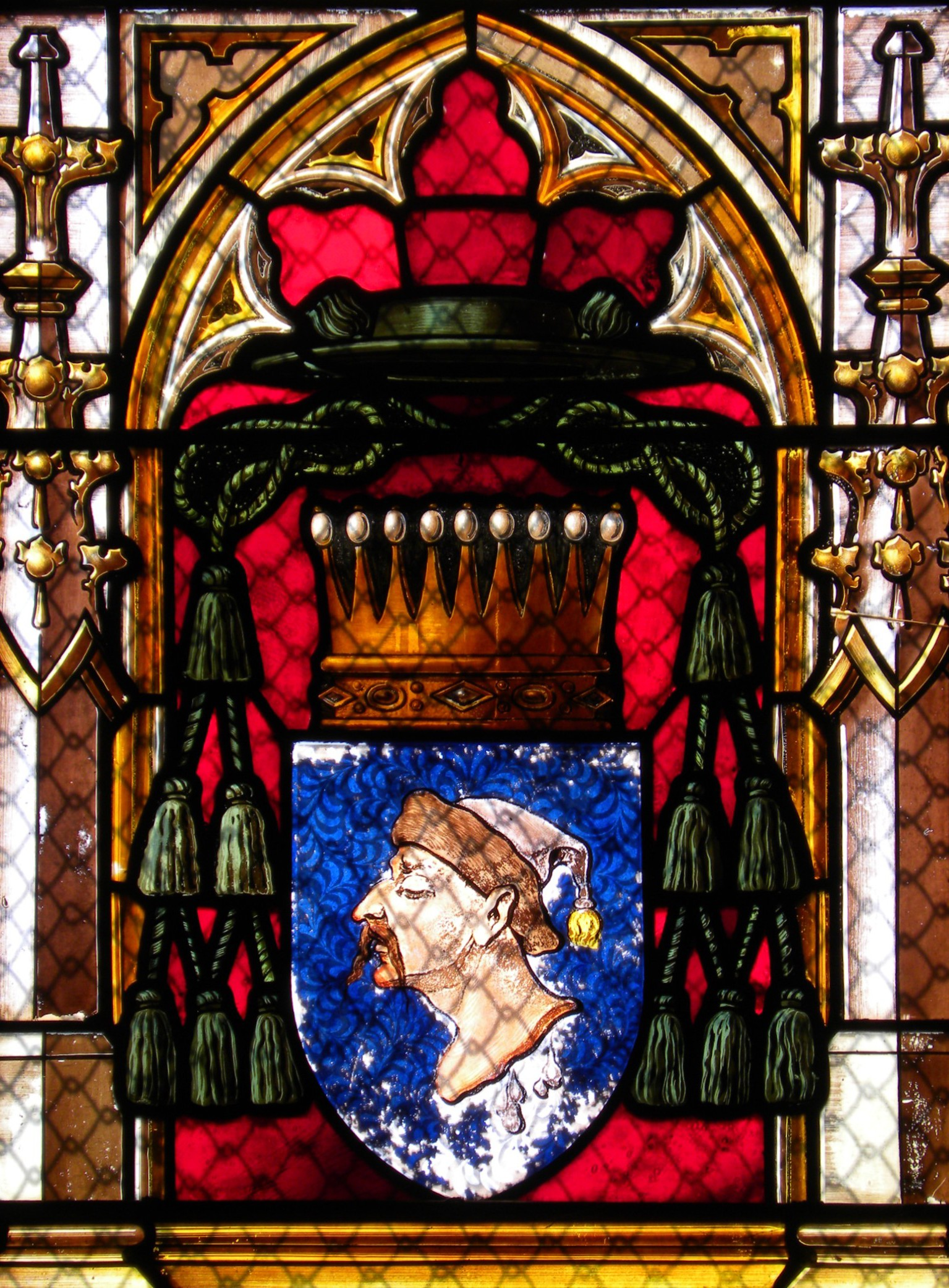
Püspöki címere a csütörtökhelyi plébániatemplom Zápolya családi kápolnájában

### Püspöki pályafutása
1900. április 19-én a pápa megerősítette a váci püspöki kinevezését. Június 17-én Esztergomban szentelték püspökké, augusztus 5-én foglalta el székét. Tevékenységének központjában az Oltáriszentség állt; újjászervezte a Váci Központi és Egyházmegyei Oltáregyesületet, és bevezette a plébániai örökimádást. 18 új plébániát és lelkészséget alapított. Gyűjtést rendezett a papnevelés javára, melyet saját adományával nyitott meg.
1905. szeptember 12-től valóságos belső titkos tanácsos, 1907. november 4-től a magyar vallás- és tanulmányi alapokra felügyelő és azok kezelését ellenőrző bizottságnak volt tagja. X. Piusz pápa 1906. március 9-én Csákyt utódaival együtt feljogosította a pallium viselésére. Ő alapította a Borromaeumot, az egyházmegye papi nyugdíjintézetet. Ezt 1913-ban újraszervezte. 1913-ban rendelkezett arról, hogy minden pap kétévente köteles lelkigyakorlaton részt venni egy jezsuita vagy lazarista házban. A székesegyház kincstárát új helyre költöztette. Kétszázezer koronát adományozott Vác számára az elemi iskolák fejlesztése céljból, ebből jött létre a Karolina iskola. A süketnémák intézetében ötvenezer koronás alapítványt tett. 1917-ig 1,1 millió koronát fordított az egyházmegye gyarapítására. Az első világháború alatt hadikórházat szervezett és finanszírozott.

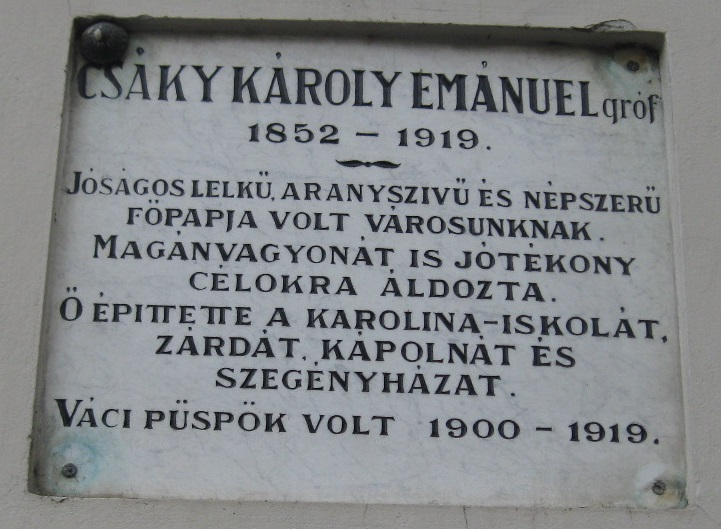
Emléktáblája Vácott

## Művei
- Schach! – Matt? Flüchtige Blicke in das Treiben der Liberalen von Karl Emanuel graf Csáky, Theologiae Auditor. Oedenburg den 15. August 1871.
- Trau-Rede, gehalten in der Dom-Kirche zu Oedenburg am XX. Sept. 1875. Als Manuscript gedruckt. Oedenburg, 1876
- A gr. Herberstein-Illésházy-féle hölgyalapítvány. Pozsony, 1886[3]
- Statuta fundationum pro stipendiis scolasticis. Esztergom, 1891[3]
- Hit, remény, szeretet. Budapest, 1903
- Allocutio praesulis Vaciensium, Budapest, 1904
- A bánatról, Vác, 1906
- Nagyböjti beszéd, 1906
- Elmélkedések melyeket a hölgyközönségnek Váczon tartott, Vác, 1901, 1906
- Esketési beszéd, Budapest, 1907[2]